# Кривобоков, Валерий Павлович
Валерий Павлович Кривобоков (род. 10 ноября 1948, Гродеково, Джамбулская область) — специалист в области ионизирующих излучений, заведующий кафедрой экспериментальной физики (до 2017 г.), директор Инженерной школы ядерных технологий Томского политехнического университета. Доктор физико-математических наук, профессор кафедры экспериментальной физики.

## Биография
Валерий Павлович Кривобоков родился 10 ноября 1948 года в селе Гродеково Джамбульского района, Джамбульская область, Казахстан.
После окончания средней школы в г. Джамбуле (ныне г. Тараз), поступил в Томский политехнический институт (ТПИ, ныне Томский политехнический университет). В 1973 году окончил университет, получив специальность «Физико-энергетические установки». Попал по распределению в Томский политехнический институт на кафедру № 21 физико-технического факультета. Работал на кафедре последовательно инженером, младшим научным сотрудником, старшим научным сотрудником, заместителем декана по научной работе.
В 1983 году перевелся на работу в НИИ ядерной физики при ТПИ. Там он создал лабораторию по изучению взаимодействия ионизирующих излучений с твердым телом. В последующем был руководитель этой лаборатории.
В 1978 году защитил в УПИ кандидатскую диссертацию по спецтеме. Получил ученое звание кандидата физико-математических наук. В 1986 году стал старшим научным сотрудником. В 1992 году защитил докторскую диссертацию в Московском инженерно-физическом институте (МИФИ) также по спецтеме. В 1995 году Валерию Павловичу было присвоено звание профессора.
Своими учителями — наставниками он считает профессоров Томского политехнического университtта: Н. П. Курина, В. Г. Багрова, Д. И. Вайсбурда, Б. А. Кононова, И. А. Тихомирова, А. Н. Диденко; доцентов О. В. Смиренского, Ф. П. Кошелева.
В настоящее время Валерий Павлович Кривобоков работает заведующим кафедрой экспериментальной физики ТПУ.

## Награды
- Медаль академика Н. А. Пилюгина (1994)
- Золотая медаль Всемирной выставки изобретений (Брюссель, 1997)
- Занесен в Галерею почета ТПУ 2009 г., 2014 г., 2016 г.